# Isabella Ochichi
Isabella Bosibori Ochichi (Kisii, 28 oktober 1979) is een Keniaanse langeafstandsloopster. Ze nam eenmaal deel aan de Olympische Spelen en won bij die gelegenheid een zilveren medaille.

## Loopbaan
Ochichi won op de Olympische Spelen van Athene een zilveren medaille op de 5000 m. Ze finishte in een tijd van 14.48,19, ongeveer 2,5 seconden achter de winnares Meseret Defar uit Ethiopië.
In 2005 won ze de Dam tot Damloop in een tijd van 51.08. In de man-vrouw wedstrijd was zij ook de mannen met 42 seconden te snel af. De tijd van Ochichi was de derde snelste tijd ooit door een vrouw gelopen op de Dam tot Damloop. Alleen Ingrid Kristiansen (50.31, 1987) en Lornah Kiplagat (50.54, 2002) waren ooit sneller.
Op de Gemenebestspelen in 2006 won ze een gouden medaille op de 5000 m. In april dat jaar won ze een zilveren medaille in het landenklassement tijdens de wereldkampioenschappen veldlopen. Hier finishte zal als tiende op de korte afstand, een afstand waarin ze in 2002 en 2006 een bronzen medaille won.
Aan het eind van 2006 zette Isabella Ochichi in eerste instantie een punt achter haar loopbaan als professioneel atlete. Zeven jaar later, in 2013, keerde zij echter terug op de weg met een derde plaats in de halve marathon van Praag in 1:09.21. Vervolgens won zij in mei de halve marathon van Göteborg, waarna zij in oktober in Amsterdam op de marathon debuteerde met een vijfde plaats in 2:31.38.
Ochichi is getrouwd met David Maina, eveneens een wegatleet.

## Titels
- Gemenebestkampioene 5000 m - 2006
- Keniaans kampioene veldlopen (korte afstand) - 2003

## Persoonlijke records
Baan
| Onderdeel | Prestatie | Datum            | Plaats  |
| --------- | --------- | ---------------- | ------- |
| 3000 m    | 8.31,32   | 23 juli 2004     | Parijs  |
| 5000 m    | 14.38,21  | 26 augustus 2005 | Brussel |
| 10.000 m  | 31.29,43  | 13 augustus 2006 | Bambous |

Weg
| Onderdeel      | Prestatie | Datum             | Plaats      |
| -------------- | --------- | ----------------- | ----------- |
| 10 km          | 30.27     | 26 maart 2005     | New Orleans |
| 15 km          | 47.45     | 18 september 2005 | Zaandam     |
| 10 Eng. mijl   | 51.46     | 23 september 2001 | Zaandam     |
| 20 km          | 1:05.46   | 6 april 2013      | Praag       |
| halve marathon | 1:08.38   | 22 april 2001     | Nice        |
| 25 km          | 1:24.43   | 20 oktober 2013   | Amsterdam   |
| 30 km          | 1:42.53   | 20 oktober 2013   | Amsterdam   |
| marathon       | 2:31.38   | 20 oktober 2013   | Amsterdam   |

## Palmares

### 3000 m
- 2002:  Grand Prix in Sevilla - 8.57,80
- 2002: 10e IAAF Grand prix finale - 9.05,52
- 2003:  Notturna di Milano - 8.48,49
- 2003:  Meeting du Nord in Lille - 8.45,97
- 2004:  Meeting Gaz de France – 8.31,32
- 2004:  Meeting de Madrid - 8.37,68
- 2005:  Meeting Gaz de France – 8.33,59
- 2005:  Bislett Games – 8.31,42
- 2005:  Weltklasse Zürich – 8.34,51
- 2005: 4e Wereldatletiekfinale - 8.49,79
- 2006: 5e DN Galan - 8.40,00

### 5000 m
- 2002:  FBK Games - 15.04,34
- 2002: 5e Keniaanse kamp. - 15.42,20
- 2002: 4e DN Galan - 15.07,89
- 2003:  Meeting de Atletismo Sevilla - 15.10,51
- 2003:  Keniaanse kamp. - 15.25,6
- 2003:  Nacht van de Atletiek - 14.52,33
- 2003:  DN Galan - 14.53,51
- 2003: 6e WK - 14.54,08
- 2003:  Memorial Van Damme – 14.47,70
- 2003: 5e IAAF Grand Prix Finale in Fontvieille - 15.00,04
- 2003:  Afrikaanse Spelen - 16.43,4
- 2004:  FBK Games - 14.46,42
- 2004:  Meeting de Atletismo Sevilla - 14.55,95
- 2004:  OS - 14.48,19
- 2004:  ISTAF – 14.59,69
- 2004:  Wereldatletiekfinale - 14.59,48
- 2005:  FBK Games - 14.50,96
- 2005:  Golden Spike in Ostrava - 15.04,80
- 2005: 8e WK - 14.45,14
- 2005: 4e Memorial van Damme - 14.38,21
- 2006:  Gemenebestspelen - 14.57,84
- 2006: 4e Afrikaanse kamp. - 15.57,86
- 2006: 4e Weltklasse Zürich - 14.50,19
- 2006: 4e Memorial van Damme - 14.46,99
- 2006: 5e ISTAF - 15.07,77
- 2006:  Wereldatletiekfinale - 16.07,39

### 10.000 m
- 2006:  Afrikaanse kamp. in Bambous - 31.29,43
- 2013: 5e Keniaanse kamp. in Nairobi - 32.58,0

### 5 km
- 2001:  Giro Media Blenio in Dongio - 15.41,1
- 2003:  Carlsbad - 14.56
- 2004:  Carlsbad - 14.53
- 2005:  Carlsbad - 14.55
- 2005:  Corsa Internazionale di San Silvestro in Bolzano - 15.53,6
- 2006:  Carlsbad - 14.53
- 2013:  Freihofer's Run for Women in Albany - 15.35
- 2015: 4e Freihofer's Run for Women in Albany - 15.49,0

### 10 km
- 1999:  Jogging Des Notaires in Parijs - 32.44
- 2000:  Parijs - 33.40
- 2000:  Tulle - 32.18
- 2001:  Conseil General in La Courneuve - 31.46
- 2001:  Marseille - 31.29
- 2001:  Conseil General in Marseille - 31.40
- 2001:  Jogging des Notaires in Parijs - 33.34
- 2002:  Internationaux de la Seine St Denis in La Courneuve - 30.53
- 2003:  Crescent City Classic in New Orleans - 31.23,3
- 2004:  Crescent City Classic in New Orleans - 31.36
- 2004:  Standard Chartered Nairobi International - 35.48
- 2005:  Crescent City Classic in New Orleans - 30.27
- 2006:  Crescent City Classic in New Orleans - 30.54
- 2006:  Vancouver Sun Run - 30.58

### 15 km
- 2002:  Puy-en-Velay - 48.54
- 2003:  Puy-en-Velay - 48.24
- 2005:  Puy-en-Velay - 48.41

### 10 Eng. mijl
- 2001:  Dam tot Damloop - 51.46
- 2002:  Dam tot Damloop - 52.32
- 2004:  Credit Union Cherry Blossom - 52.07
- 2005:  Dam tot Damloop - 51.08

### 20 km
- 1999: 4e 20 km van Parijs - 1:07.03

### halve marathon
- 1997:  halve marathon van Vannes - 1:14.55
- 1998:  halve marathon van Nyeri - 1:18.41
- 1999:  halve marathon van Montbeliard - 1:12.18
- 2000:  halve marathon van Nice - 1:10.15
- 2000:  halve marathon van Canet en Roussillon - 1:11.46
- 2001:  halve marathon van Nice - 1:08.38
- 2001: 8e WK in Bristol - 1:10.01
- 2001:  halve marathon van Reims - 1:09.05
- 2002:  halve marathon van Reims - 1:10.03
- 2003:  halve marathon van Nice - 1:08.42
- 2013:  halve marathon van Praag - 1:09.21
- 2013:  halve marathon van Göteborg - 1:11.29
- 2013: 5e halve marathon van Bogota - 1:15.51
- 2013: 4e halve marathon van Zhuhai - 1:11.29
- 2014:  halve marathon van Honolulu - 1:10.24
- 2015:  halve marathon van Göteborg - 1:09.45
- 2016: 5e halve marathon van Praag - 1:09.03
- 2016:  halve marathon van Honolulu - 1:10.37

### marathon
- 2013: 5e marathon van Amsterdam - 2:31.38
- 2014:  marathon van Honolulu - 2:32.22
- 2015:  marathon van Kaapstad - 2:30.20
- 2015:  marathon van Honolulu - 2:29.45

### veldlopen
- 2002:  Keniaanse kamp. in Nairobi - 13.11
- 2002:  WK (korte afstand) in Dublin - 13.39
- 2003:  Keniaanse kamp. in Nairobi - 13.00
- 2004: 5e WK (korte afstand)  in Brussel - 13.18
- 2005:  WK (korte afstand) in Saint Galmier - 13.21
- 2006: 10e WK in Fukuoka - 13.11